# Даянн Рофф
Даянн Рофф-Стейнроттер (англ. Diann Roffe) — американська гірськолижниця, олімпійська чемпіонка та медалістка, чемпіонка світу.
Олімпійською чемпіонкою Рофф стала на Олімпіаді 1994 року в Ліллегаммері, де виграла змагання з супергігантського слалому. На два роки раніше вона виборола срібну олімпійську медаль Альбервільської олімпіади.
У кубку світу Рофф мала дві перемоги — одну в супергіганті, одну в гіганті, та 8 подіумів. 

## Зовнішні посилання
- Досьє на сайті Міжнародної федерації лижних видів спорту

## Виноски
1. ↑  Lillehammer 1994 Official Report (PDF). Lillehammer Olympiske Organisasjonskomité. LA84 Foundation. 1994. Архів оригіналу (PDF) за 12 вересня 2016. Процитовано 20 листопада 2013.
2. ↑  Alpine Skiing at the 1994 Lillehammer Winter Games: Women's Super G. Sports Reference. Архів оригіналу за 17 квітня 2020. Процитовано 29 березня 2018.